# Marco Arturo Marelli
Marco Arturo Marelli (* 21. August 1949 in Zürich) ist ein Schweizer Bühnenbildner und Opernregisseur.

## Leben
Marelli absolvierte eine Ausbildung zum Grafiker an der Kunstgewerbeschule Zürich. Anschliessend assistierte er mehreren Bühnenbildnern an der Volks- und Staatsoper in Wien, etwa bei Günther Schneider-Siemssen. August Everding engagierte ihn ab 1973 als Assistenten von Toni Businger an die Staatsoper Hamburg. Marelli wirkte dort u. a. als Ausstatter für den Ballettdirektor John Neumeier zu Choreographien auf Kompositionen von Giacomo Meyerbeer, Robert Schumann, Franz Schubert, Gustav Mahler und Richard Strauss.
Seit 1974 wirkte Marelli als Gast an den Städtischen Bühnen Hagen und am Theater Darmstadt. Für die Regisseure Alfred Kirchner und Harry Kupfer war er an der Oper Frankfurt aktiv. In dieser Zeit entwarf er auch Ausstattungen für die Komische Oper Berlin und das Theater am Goetheplatz Bremen.
Seit 1984/85 wirkte er mehrheitlich als Regisseur und Bühnenbildner in Personalunion und war auch als Oberspielleiter am Nationaltheater Mannheim engagiert.
Gemeinsam mit seiner Frau, der Kostümbildnerin Dagmar Niefind, arbeitete er u. a. an der Wiener Staatsoper, der Wiener Volksoper, der Deutschen Oper Berlin, der Hamburgischen Staatsoper, der Opéra National und dem Théâtre du Châtelet in Paris, am Teatro Liceu in Barcelona, an der Finnischen Nationaloper in Helsinki, an der Houston Grand Opera in Texas, an der Covent Garden Opera in London, am Teatro Real in Madrid, auch in Strassburg, an der Nationaloper in Tokio und in Triest.
Marelli wurde 2009 mit dem dänischen Reumert-Theaterpreis ausgezeichnet. Seit 2010 ist er Ehrenmitglied der Wiener Staatsoper.

## Inszenierungen
| - 1975: W. A. Mozart – Die Zauberflöte - 1979: Gottfried von Einem – Dantons Tod, Regie: Peter Brenner - 1979: Leoš Janáček – Její pastorkyňa (Jenufa), Regie: Alfred Kirchner - 1981: Giacomo Puccini – Madame Butterfly, Regie: Harry Kupfer - 1981: Frederick Delius – Romeo und Julia auf dem Dorfe, Regie: Kurt Horres - 1981: Mozart – Die Zauberflöte in eigener Ausstattung - 1983: Johann Christian Bach – Amadis des Gaules - 1986: Hans-Jürgen von Bose – Die Leiden des jungen Werthers - 1986: Giuseppe Verdi – Don Carlos - 1987: Mozart – Così fan tutte - 1988: Mozart – Don Giovanni - 1989: Mozart – Le nozze di Figaro - 1992: Hans Werner Henze – Der Prinz von Homburg - 1992: György Ligeti – Le Grand Macabre - 1993: Richard Strauss – Capriccio - 1994: Paul Hindemith – Cardillac - 1995: Franz Schubert – Des Teufels Lustschloss - 1995: Verdi – Simon Boccanegra - 1995: Richard Wagner – Tristan und Isolde - 1996: Jules Massenet – Werther - 1996: Richard Strauss – Die schweigsame Frau - 1997: Verdi – Falstaff - 1997: Wagner – Der fliegende Holländer - 1997: Mozart – Così fan tutte - 1997: Frank Martin – Le vin herbé - 1998: Matthias Pintscher – Thomas Chatterton (Uraufführung) - 1999: Strauss – Ariadne auf Naxos | - 2000: Giacomo Puccini – Gianni Schicchi - 2000: Arnold Schönberg – Die Jakobsleiter - 2000: Mozart – Die Zauberflöte - 2000: Strauss – Die schweigsame Frau - 2000: Mozart Die Entführung aus dem Serail - 2001: Vincenzo Bellini – La sonnambula - 2003: Verdi – Falstaff - 2004: Claude Debussy – Pelléas et Mélisande (Im Repertoire) - Débussy – Pelléas et Mélisande (Berlin) - Franz Lehár – Die lustige Witwe (Savonlinna, Wien) - Mozart – Le nozze di Figaro (Toulouse) - Mozart – Così fan tutte (Hamburg 17. November 1991 – 6. Februar 2016) - Mozart – Die Zauberflöte (Kopenhagen) - Puccini – La fanciulla del West (Staatsoper Wien) - Puccini – Turandot (Bregenz, Stockholm) - Aribert Reimann – Medea (Wien/Frankfurt) - Strauß – Die Fledermaus (Helsinki) - Strauss – Der Rosenkavalier (Hamburg 18. November 2007 - Juni 2009) - Strauss – Ariadne auf Naxos - Strauss – Die ägyptische Helena (Berlin) - Strauss – Arabella (Paris) - Strauss – Capriccio (Dresden) - Verdi – Don Carlos (Berlin, Tokio) - Wagner – Der fliegende Holländer (Hamburg 21. Januar 1996 – 1. März 2020) |